# Bój pod Barbarowem

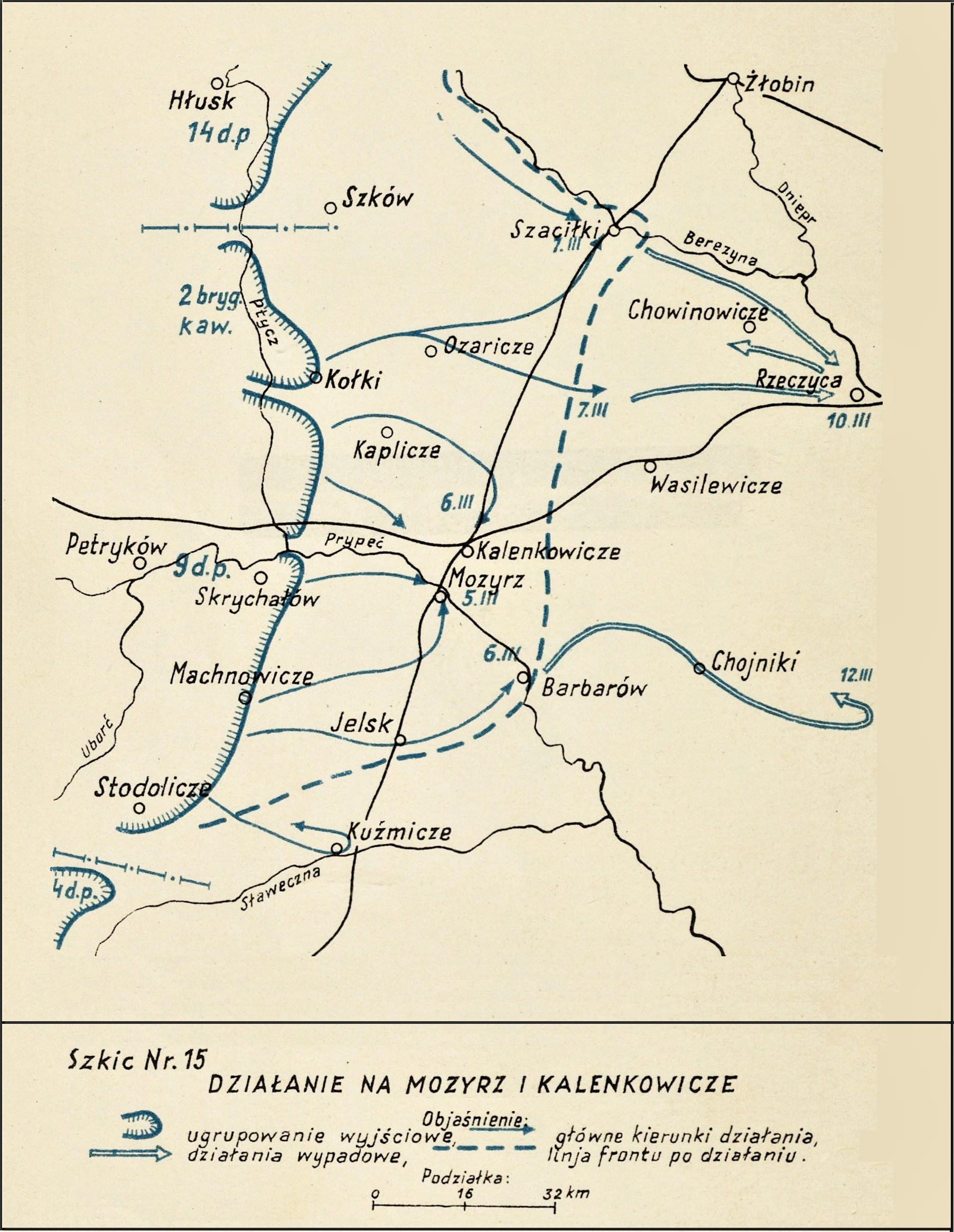
Adam Przybylski,
Wojna Polska 1918–1921

Bój pod Barbarowem – część operacji mozyrskiej; walki oddziału mjr. Feliksa Jaworskiego z oddziałami sowieckiej 57 Dywizji Strzelców toczone z Armią Czerwoną w czasie ofensywy wiosennej wojsk polskich w okresie wojny polsko-bolszewickiej.

## Geneza
Zimą 1919/1920 na froncie polsko-sowieckim odnotowywano tylko działania lokalne. Linia frontu była rozciągnięta od środkowej Dźwiny, wzdłuż Berezyny, Uborci, Słuczy, po Dniestr. Zastój w działaniach wojennych obie strony wykorzystywały na przygotowanie się do decydujących rozstrzygnięć militarnych planowanych na wiosnę i lato 1920
Jeszcze jesienią 1919 ówczesny dowódca 9 Dywizji Piechoty płk Władysław Sikorski zaproponował uderzenie na Mozyrz i Kalinkowicze. Jego zdaniem, opanowanie tych miejscowości przerwałoby linię kolejową Piotrogród–Orsza–Żłobin–Kalinkowicze–Żmerynka, która łączyła trzy fronty sowieckie: Północny (estoński i łotewski), Zachodni (polski) i Południowy (skierowany przeciw Denikinowi), a wojskom polskim umożliwiłoby wyjście z błot poleskich i umocnienie się na suchym terenie „półwyspu” mozyrskiego. Do tej koncepcji wrócono na początku roku 1920. Naczelny Wódz Józef Piłsudski wydał 26 lutego 1920 rozkaz skierowany do dowódcy Grupy Poleskiej płk. Władysława Sikorskiego uderzenia na Mozyrz i Kalinkowicze. 

## Walczące wojska
| Jednostka                               | Dowódca                | Podporządkowanie       |
| Wojsko Polskie                          |                        |                        |
| dowództwo Grupy Poleskiej               | płk Władysław Sikorski |                        |
| 9 Dywizja Piechoty                      |                        | Grupa Poleska          |
| ⇒ 4 Wołyński dywizjon strzelców konnych |                        | grupa mjr. Jaworskiego |
| ⇒ III/15 pułku piechoty                 |                        | grupa mjr. Jaworskiego |
| ⇒ 2 bateria 9 pułku artylerii polowej   |                        | grupa mjr. Jaworskiego |
| Armia Czerwona                          |                        |                        |
| dowództwo 12 Armii                      | Siergiej Mieżeninow    | Front Zachodni         |
| ⇒ 47 Dywizja Strzelców                  | I.I. Smolin            | 12 Armia               |
| →141 Brygada Strzelców                  |                        |                        |
| ⇒ 57 Dywizja Strzelców                  | F.A. Kuzniecow         | 12 Armia               |
| → 169 Brygada Strzelców                 |                        |                        |

## Walki pod Barbarowem
Podczas ofensywy polskiej na Mozyrz dowódca Grupy Poleskiej, płk Władysław Sikorski, nakazał mjr. Feliksowi Jaworskiemu odcięcie odwrotu oddziałom sowieckim cofającym się z Mozyrza. W tym celu major Jaworski wyruszył 5 marca 1920 na czele oddziału złożonego z 4 wołyńskiego dywizjonu strzelców konnych, III batalionu 15 pułku piechoty i 2. baterii 9 pułku artylerii polowej (około 700 żołnierzy, 4 działa) z zamiarem  opanowania Barbarowa i zniszczenia mostu na Prypeci.
Rajd odbywał się wśród wiosennych roztopów, w niezwykle trudnych warunkach terenowych i atmosferycznych. 4 marca w Koczyszczach rozproszono batalion 421 pułku strzelców i opanowano miejscowość. Maszerowano jednak dalej i wczesnym rankiem 5 marca uderzono na Jelsk. Jedna kompania III/15 pułku piechoty obeszła miasteczko od południa i zniszczyła tor kolejowy, a dywizjon strzelców wołyńskich po piętnastominutowym przygotowaniu artyleryjskim zaatakował stację. Równocześnie piechota uderzyła na Jelsk od południa i zachodu. Sowieci nie spodziewali się, że Polacy przejdą szeroko rozlaną Mytwę i dali się zaskoczyć. Wzięto 127 jeńców, zdobyto 8 ckm-ów i 97 wagonów załadowanych bronią, amunicją i umundurowaniem dla 57 Dywizji Strzelców.
Po zdobyciu miasta dowódca III batalionu, kpt. Robert Zawadzki połączył się telefonicznie ze sztabami dwóch brygad 47 Dywizji Strzelców stacjonującymi w Mozyrzu i w Korosteniu. Podając się za oficera sztabu brygady 57 Dywizji Strzelców, przez kilka godzin otrzymywał dokładne informacje o położeniu wojsk Armii Czerwonej. Opierając się na tych wiadomościach, mjr Jaworski postanowił pozostawić piechotę w Jelsku, a kawalerią wzmocnioną kompanią strzelców uderzyć na Barbarów. Improwizowany oddział mjr. Jaworskiego wyprzedził wycofująca się brygadę 57 DS i o zmroku spieszone szwadrony zaatakowały przeprawiające się przez Prypeć oddziały sowieckie. W zapadających ciemnościach Sowieci nie rozpoznali rzeczywistych sił atakujących kawalerzystów, w ich szeregach wybuchła panika i czerwonoarmiści ratowali się bezładną ucieczką na przeciwległy brzeg rzeki. Przeciążony lód zaczął pękać, zatonęło kilka wozów i działo z obsługą, wzięto do niewoli około dwustu jeńców.
Rankiem 6 marca na Barbarów uderzyły od zachodu uchodzące z frontu resztki 421 i 505 pułku strzelców. Pierwsze uderzenie odparto ogniem piechoty i trzech zdobycznych dział. Mimo to, sytuacja nielicznego oddziału, obciążonego jeńcami, stawała się krytyczna. Dopiero maszerujący z Jelska III/15 pułku piechoty uderzeniem na tyły przeciwnika uratował sytuację.

## Bilans walk
Prowadzone z dużą brawurą i rozmachem działania rajdowe zdezorganizowały odwrót sowieckiej 57 Dywizji Strzelców, przysparzając jej wielu strat. Na uwagę zasługuje właściwe zorganizowanie współdziałania i celowe wykorzystanie walorów piechoty i kawalerii. W ręce polskie wpadły obfite zapasy żywności i paszy, które na kilka dni rozwiązały kwestię zaopatrzenia Grupy Poleskiej.
Szczególne znaczenie dla przebiegu dalszych działań na obszarze Polesia miało zdobycie w Barbarowie 32 statków i łodzi motorowych. Wiele z nich włączono do polskiej Flotylli Pińskiej. Wzięto także 273 jeńców, 3 działa oraz 23 ckm-y. Zwycięstwo opłacone zostało stratą 24 poległych i rannych żołnierzy.